# Саесебуо
Саесебуо (груз. საესებუო) — село в Грузії.
За даними перепису населення 2014 року в селі проживає 133 особи.